# Tarok

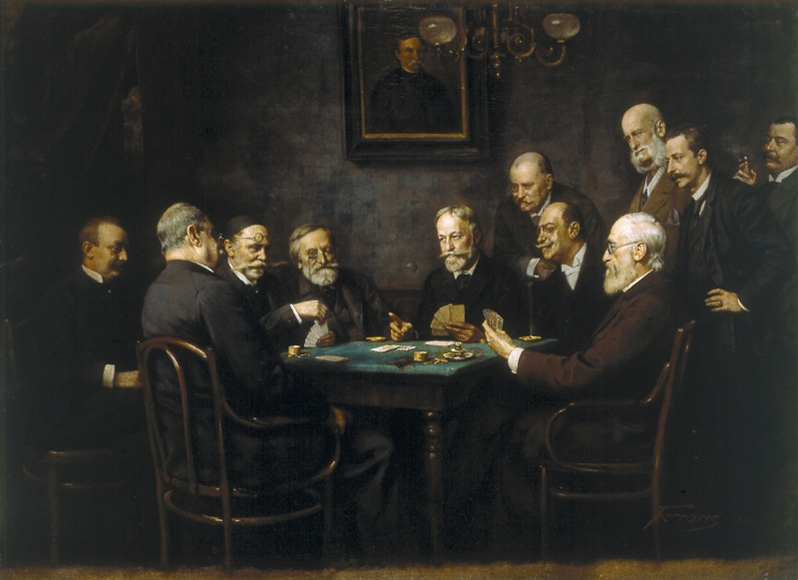
Artúr Ferraris, Partia taroka Kálmána Tiszy, 1895

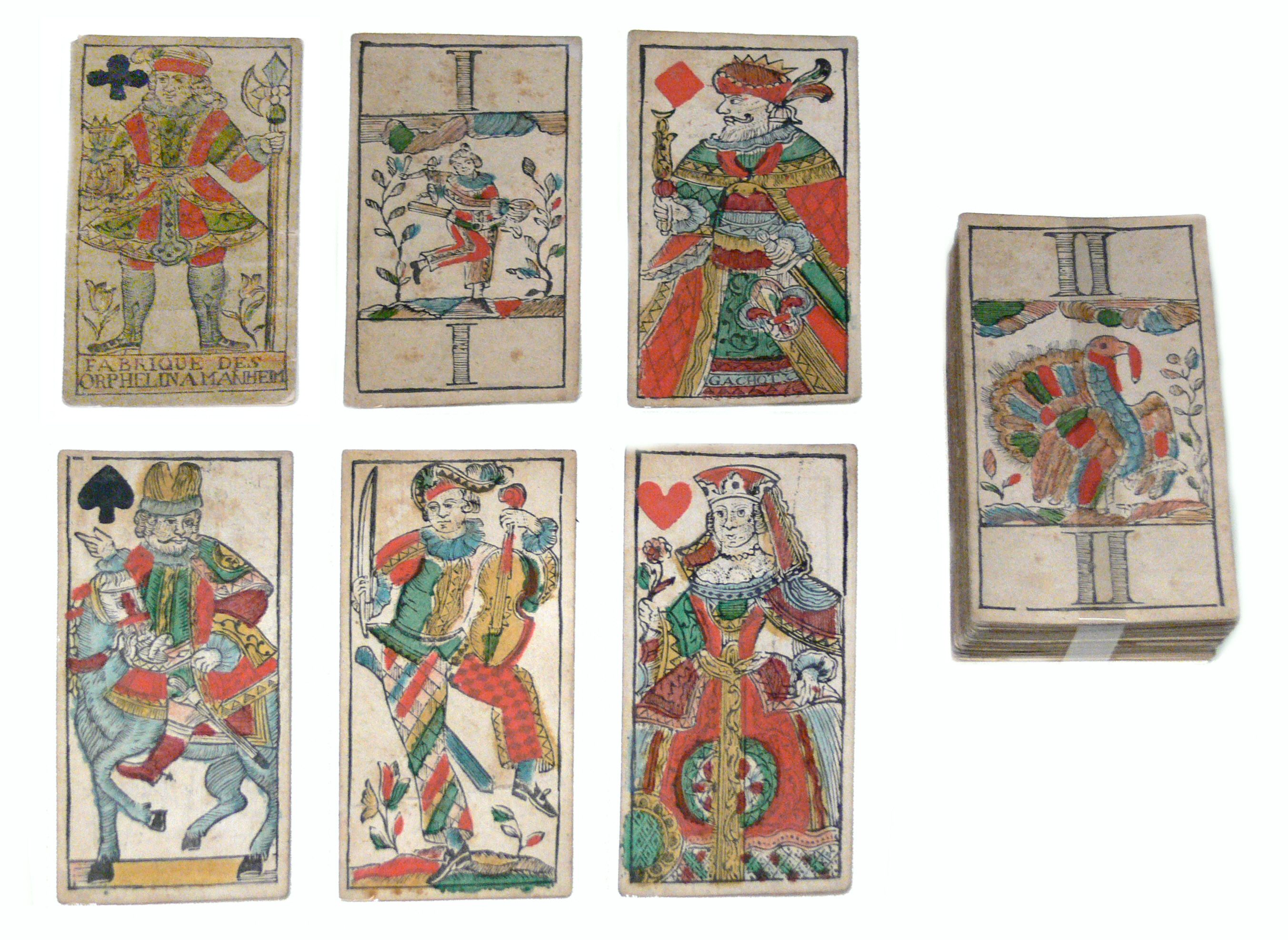
Talia kart taroka (tarocka) zwierzęcego

Tarok lub tarot – gra karciana, do której używa się talii tarota złożonej zwykle z 54 lub 78 kart, w której główną rolę odgrywa 21 tzw. taroków, czyli atutów. Polega na braniu lew i zbieraniu punktów za karty. Różne jej odmiany popularne są w wielu krajach europejskich. W rozmaitych wariantach gra od trzech do sześciu osób.

## Historia
Obecnie znane karty taroka zaczęły się pojawiać w Niemczech w XVIII w. Najstarsze zachowane talie, które przedstawiały sceny zwierzęce, były wówczas zwane tarokiem zwierzęcym i pochodzą z około 1765 r.
W tym okresie uległa ustaleniu liczba kart w talii i ich podstawowa symbolika, relacje kart między sobą oraz podział na grupy, jednakże w wielu krajach preferowane są najrozmaitsze warianty gry. We Francji używa się 78 kart, gra nimi od 3 do 5 osób, w szwajcarskim kantonie Wallis 62 karty, od 3 do 8 graczy, a w Czechach 54 karty, czterech graczy.
Tarok jest pierwszą grą w której pojawił się kolor atutowy we współczesnym sensie. Wszystkie współczesne gry karciane, w których występuje kolor atutowy zapożyczyły (pośrednio) tę mechanikę z taroka. 
W Polsce gra nie była nigdy zbyt popularna, wyjątek stanowiła Galicja, gdzie popularność zdobyła austriacka trzyosobowa wersja gry, tzw. Tapp-Tarock, gdzie grało się 54 kartami.

## Charakterystyka i odmiany
W taroka gra się specjalną talią kart złożoną w pełnej wersji z 78 kart. 21 spośród nich to tzw. taroty (lub taroki) czyli atuty. Taroki są numerowane od 1 do 21, z których najmłodszym jest 1, a najstarszym 21. Oprócz tego w talii znajduje się karta głupca (lub Excuse) przedstawiająca postać podobną do jokera. Pozostałe 56 kart podzielonych jest na cztery kolory (w wersji francuskiej): trefl, karo, kier, pik. W skład każdego koloru wchodzą figury: walet, jeździec (rycerz), dama, król oraz blotki numerowane od 1 do 10. Najważniejszymi kartami w talii są taroki 21 i 1 oraz głupiec. Są warte najwięcej punktów. 
Tarok polega na braniu lew i zbieraniu punktów za karty. Rozgrywany jest w zmiennych drużynach, np. 2 vs 2 lub 1 vs 3. Istnieje obowiązek dokładania do koloru i do taroków. Cechą charakterystyczną gry jest obowiązek dokładania taroka, gdy nie ma się karty do koloru.      
Odmiany Taroka można podzielić na 3 grupy. I grupa występuje tylko we Włoszech. Charakteryzuje się tym, że poza tarokami 21 i 1 występują też inne taroki warte więcej niż 1 pkt. 
W odmianach II i III jedynymi tarokami wartymi więcej niż 1 pkt są 1 i 21. Odmiany te różnią się użyciem karty głupca. Klasycznie kartę głupca można dołożyć do dowolnej lewy z pominięciem obowiązku dokładania do koloru lub do taroków, jednak nie zdobywa on lewy. Takie użycie karty głupca występuje także w grupie I. Do grupy II należy Tarot francuski. W grupie III, popularnej w Europie Środkowej, głupiec jest po prostu najstarszym tarokiem. Do tej grupy należą m.in. austriacki Königrufen oraz Tarok słoweński. Grupa III wyodrębniła się w XVIII w.

## Przykłady
- Tarot francuski – popularny we Francji i w krajach francuskojęzycznych. We Francji druga najpopularniejsza gra karciana po Belote. Rozgrywany za pomocą talii 78 kart. W podstawowej, czteroosobowej wersji rozgrywający gra sam przeciwko trzem obrońcom. Cechą charakterystyczną jest obowiązek przebijania taroka starszym tarokiem, gdy tylko to możliwe. Istnieje Francuska Federacja Tarota i odbywają się zawody, w tym w tarota porównawczego[2].
- Königrufen – austriacka odmiana taroka rozgrywana talią 54 kart. Jedna z najpopularniejszych gier karcianych w Austrii. W wersji czteroosobowej rozgrywający gra w parze przeciwko dwóm obrońcom, lub też gra samodzielnie przeciwko trzem obrońcom.
- Tarok słoweński – słoweńska odmiana Königrufen. Cechą charakterystyczną jest rozbudowana licytacja - gracze licytują w dół liczbą kart, które podniosą z musika.
- Taroki z królami – polska odmiana taroka. Rozgrywana talią 54 kart. Charakteryzuje się licytacją liczbą kart podniesionych z musika. Możliwe odzywki to: 1,2,3 i 4. 1 oznacza, że gracz ma zamiar wymienić 3 karty z musika, 2, że ma zamiar wymienić 2 karty z musika itd[3]. Zwycięzca licytacji przed poniesieniem kart z musika wybiera króla. Wraz z posiadaczem wybranego króla stworzy parę[3]. Reguły gry zostały opisane przez Johna McLeoda po odbyciu przez niego wizyty w Polsce w 2011 roku[3][4].
- Tarok galicyjski – odmiana taroka dla trzech osób popularna dawniej w południowej Polsce. Rozgrywana talią 42 kart.

## Talia do gry w tarota francuskiego - Kolory francuskie
| 1 | 2 | 3 | 4 | 5 | 6 | 7 | 8 | 9 | 10 | Walet | Rycerz | Dama | Król |  |
| - | - | - | - | - | - | - | - | - | -- | ----- | ------ | ---- | ---- |  |
|   |   |   |   |   |   |   |   |   |    |       |        |      |      |  |
|   |   |   |   |   |   |   |   |   |    |       |        |      |      |  |
|   |   |   |   |   |   |   |   |   |    |       |        |      |      |  |
|   |   |   |   |   |   |   |   |   |    |       |        |      |      |  |
|   |   |   |   |   |   |   |   |   |    |       |        |      |      |  |

| 21 Taroków |  |  |  |  |  |  |  |
| •          |  |  |  |  |  |  |  |
|            |  |  |  |  |  |  |  |